# برهان الدين الحلبي
أبو الوفا إبراهيم بن محمد بن خليل الطرابلسي برهان الدين الحلبي (753 - 841 هـ = 1352 - 1438 م) المعروف بـ سبط ابن العجمي، أو البرهان الحلبي، مُحدث وفقيه شافعي شامي عالم بالحديث ورجاله، من كبار الشافعية. أصله من طرابلس الشام، ومولده ووفاته في حلب. وفي أيامه هاجمها تيمورلنك. وهو والد المؤرخ أحمد بن إبراهيم.

## سيرته
سُمى بسبط ابن العجمي لأن جده لأمه من بني العجمي، ولد بالجلوم من حلب في 28 رجب سنة ثلاث وخمسين وسبعمائة وقيل 22 رجب، مات والده وهو طفل، وكفلته أمه، وتحولت به إلى دمشق فأقام معها وحفظ، ورحل إلى فلسطين ومصر والحجاز، وأخذ عن علمائها. توفي بالطاعون، يوم الاثنين 16 شوال 841 هـ، وصلى عليه بالجامع الأموي، ودفن بمقبرة بني العجمي بالجبيل.

## مؤلفاته
- نور النبراس على سيرة ابن سيد الناس.
- نقد النقصان في معيار الميزان.
- التبيين لأسماء المدلسين.
- تذكرة الطالب المعلم بمن يقال أنه مخضرم.
- الاغتباط بمن رمي بالاختلاط.
- المقتفى في ضبط ألفاظ الشفا.
- بلّ الهميان في معيار الميزان، ذيل على ميزان الاعتدال في نقد الرجال للذهبي
- نهاية السول في رواة الستة الأصول
- تعليق على سنن ابن ماجه.
- التلقيح لفهم قارئ الصحيح، أربع مجلدات
- تحفة المنجد والمتهم في غريب صحيح مسلم
- مختصر الغوامض والمبهمات،. اختصر به كتاب الغوامض في الأسماء الواقعة في الأحاديث، لابن بشكوال.[4]